# Distenia mellina
Distenia mellina là một loài bọ cánh cứng trong họ Cerambycidae.